# DB Fernverkehr
DB Fernverkehr AG – niemiecki przewoźnik kolejowy obsługujący dalekobieżne połączenia kolejowe w ruchu osobowym.
Spółka należy do grupy kapitałowej Deutsche Bahn AG, tworząc wraz z DB Regio, Arriva i DB Vertrieb podstawowy obszar działalności grupy – DB Bahn.